# Ottertail
Ottertail és una població dels Estats Units a l'estat de Minnesota. Segons el cens del 2000 tenia 451 habitants.

## Demografia
Segons el cens del 2000, Ottertail tenia 451 habitants, 190 habitatges, i 133 famílies. La densitat de població era de 39,7 habitants per km².
Dels 190 habitatges en un 27,9% hi vivien nens de menys de 18 anys, en un 63,2% hi vivien parelles casades, en un 3,7% dones solteres, i en un 29,5% no eren unitats familiars. En el 24,2% dels habitatges hi vivien persones soles el 9,5% de les quals corresponia a persones de 65 anys o més que vivien soles. El nombre mitjà de persones vivint en cada habitatge era de 2,37 i el nombre mitjà de persones que vivien en cada família era de 2,82.
Per edats la població es repartia de la següent manera: un 21,1% tenia menys de 18 anys, un 7,3% entre 18 i 24, un 24,2% entre 25 i 44, un 32,6% de 45 a 60 i un 14,9% 65 anys o més.
L'edat mediana era de 43 anys. Per cada 100 dones de 18 o més anys hi havia 105,8 homes.
La renda mediana per habitatge era de 32.188 $ i la renda mediana per família de 43.750 $. Els homes tenien una renda mediana de 23.750 $ mentre que les dones 18.438 $. La renda per capita de la població era de 18.612 $. Entorn del 10,2% de les famílies i el 12,7% de la població estaven per davall del llindar de pobresa.

## Poblacions més properes
El següent diagrama mostra les poblacions més properes.